# Gabi Ludwig
Gabi Ludwig (* 1962 in Gütersloh) ist eine deutsche Fernsehjournalistin.

## Leben
Gabi Ludwig studierte 1982 bis 1989 Journalistik an der Universität Dortmund (Nebenfach Rechtswissenschaft an der Fernuniversität Hagen). Im Rahmen ihres Studiums absolvierte sie ein Volontariat beim WDR, wo sie den Start der regionalen Fernsehprogramme mit begleitete. Sowohl während des Studiums als auch nach dem Abschluss als Diplom-Journalistin war sie als freie Mitarbeiterin für die Fernsehredaktion des Dortmunder WDR-Studios tätig. 1990 wurde sie Redakteurin im Düsseldorfer WDR-Studio, 1993 wechselte sie in die Redaktion Landespolitik. Nach einer zweijährigen Redakteurszeit beim ZDF ging sie 1996 zurück zum WDR.
Als Leiterin der Fernsehredaktion im Wuppertaler WDR-Studio führte sie die Sendung Lokalzeit Bergisches Land ein. 1998 wurde sie Leiterin der neu gebildeten Programmgruppe Regionales und zeitgleich stellvertretende Chefredakteurin des Programmbereichs Landesprogramme. Seit Dezember 2006 ist Gabi Ludwig Chefredakteurin der NRW-Landesprogramme im WDR Fernsehen. Sie moderiert seit 2007 die Sendung Westpol im Wechsel mit Sabine Scholt (bis 2019) sowie mit Henrik Hübschen (seit 2017). Beim WDR-internen crossmedialen Führungsumbau 2019 übernahm sie die Chefredaktion für den spartenübergreifenden Programmbereich Landesprogramme mit der Hörfunk-, Fernseh- und Online-Berichterstattung der elf Landesstudios und der Landespolitik. Als Westpol-Moderatorin ist sie zudem weiterhin tätig.
Gabi Ludwig ist verheiratet und hat einen Sohn.